# Norien
Stratigraphie
Carnien Rhétien
Le Norien est une subdivision du système géologique du Trias. C'est un âge (géochronologie) ou un étage (chronostratigraphie). Selon l'échelle des temps géologiques de 2012 de la Commission internationale de stratigraphie, le Norien s'étend de 227 millions d'années (Ma) à 208,5 Ma environ,,. Il succède au Carnien et précède le Rhétien.

## Définition stratigraphique
| Système                                            | Série     | Étage         | Age (Ma)    |
| -------------------------------------------------- | --------- | ------------- | ----------- |
| Jurassique                                         | Inférieur | Hettangien    | plus récent |
| Trias                                              | Supérieur | Rhétien       | 201.3–208.5 |
| Trias                                              | Supérieur | Norien        | 208.5–~228  |
| Trias                                              | Supérieur | Carnien       | ~228–~235   |
| Trias                                              | Moyen     | Ladinien      | ~235–~242   |
| Trias                                              | Moyen     | Anisien       | ~242–247.2  |
| Trias                                              | Inférieur | Olénékien     | 247.2–251.2 |
| Trias                                              | Inférieur | Indusien      | 251.2–252.2 |
| Permien                                            | Lopingien | Changhsingien | plus ancien |
| Subdivision du Trias selon l'IUGS, (Juillet 2012). |           |               |             |

Le Norien tient son nom des Alpes noriques en Autriche. Cet étage a été identifié par le géologue autrichien Edmund Moïssissovics von Mojsvar en 1869.
L'étage Norien est à la base des biozones d'ammonites Klamathites macrolobatus et Stikinoceras kerri, et à la base des biozones de conodontes Metapolygnathus communisti et Metapolygnathus primitius. En 2009, aucun profil de référence global (Point stratotypique mondial) n'était décidé pour définir la base.
La limite supérieure du Norien, c'est-à-dire l'interface du Norien et du Rhétien, coïncide avec l’apparition de l'espèce d'ammonite Cochloceras amoenum. La base du Rhétien est aussi voisine dans le temps de l'apparition des espèces de conodontes Misikella spp. et Epigondolella mosheri et du radiolaire Proparvicingula moniliformis.
Dans le domaine marin (Téthys), l'étage Norien contient six biozones d'ammonite :
- zone à Halorites macer ;
- zone à Himavatites hogarti ;
- zone à Cyrtopleurites bicrenatus ;
- zone à Juvavites magnus ;
- zone à Malayites paulckei ;
- zone à Guembelites jandianus.

## Paléontologie
- Synapsides
- Aetosaures
- Dicynodontes
- Phytosaures

### Dinosaures
| Dinosaures du Norien | Dinosaures du Norien            | Dinosaures du Norien                               | Dinosaures du Norien      | Dinosaures du Norien |
| Taxons               | Présence                        | Lieu                                               | Description               | Images               |
| -------------------- | ------------------------------- | -------------------------------------------------- | ------------------------- | -------------------- |
| - Agnosphitys        |                                 |                                                    |                           |                      |
| - Coelophysis        | Carnien tardif à premier Norien | Ghost Ranch, Nouveau-Mexique, États-Unis           |                           |                      |
| - Efraasia           | Norien moyen                    | Pfaffenhofen, Allemagne                            |                           |                      |
| - Guaibasaurus       |                                 | Formation de Caturrita, Rio Grande do Sul, Brésil. |                           |                      |
| - Halticosaurus      |                                 |                                                    | synonyme de Liliensternus |                      |
| - Liliensternus      |                                 |                                                    |                           |                      |
| - Plateosaurus       |                                 |                                                    |                           |                      |
| - Sellosaurus        |                                 |                                                    | synonyme de Plateosaurus  |                      |
| - Thecodontosaurus   | Norien/Rhétien                  |                                                    |                           |                      |
| - Unaysaurus         |                                 | Formation de Caturrita, Rio Grande do Sul, Brésil. |                           |                      |

### †Ptérosaures
Les premiers ptérosaures apparaissent au début du Norien (ou à la fin du Carnien). Au Norien, ils sont notamment représentés par les genres Eudimorphodon, Peteinosaurus, Austriadactylus et Preondactylus.

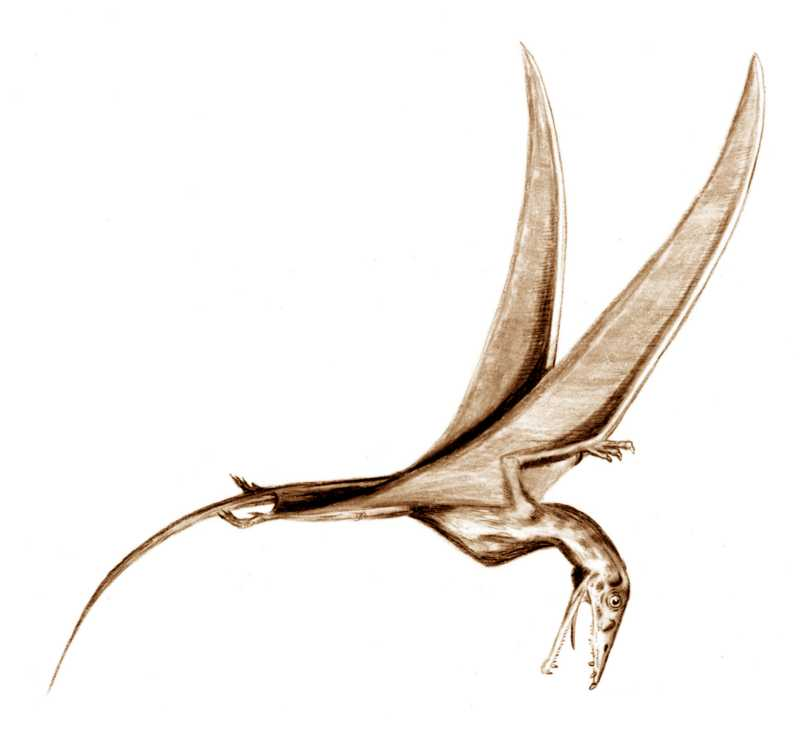
Eudimorphodon
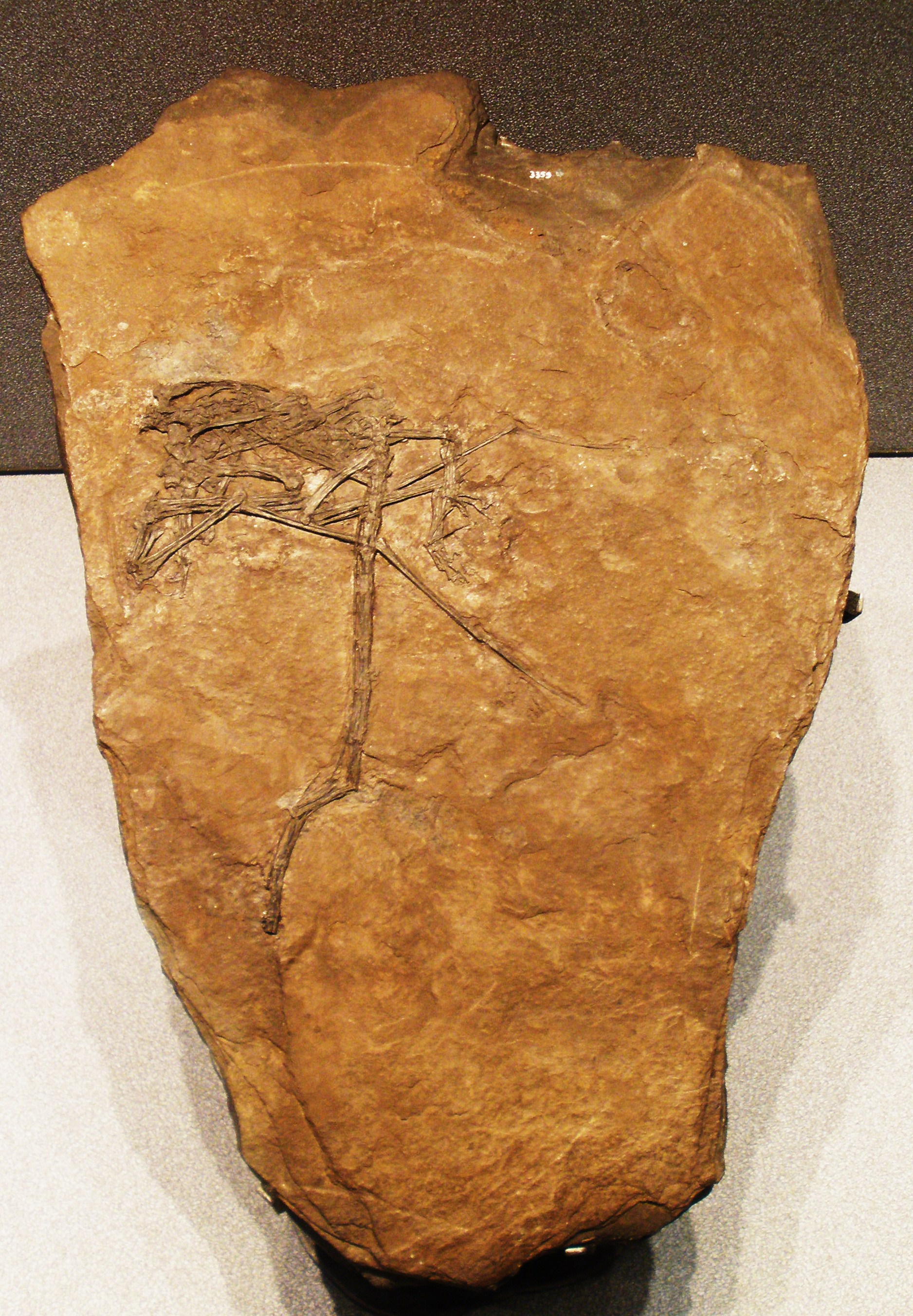
Peteinosaurus
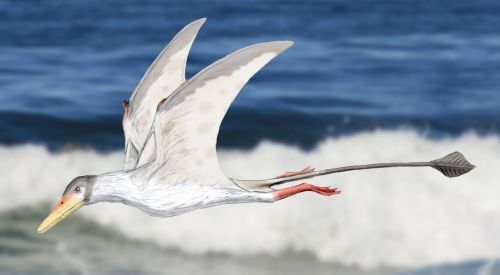
Preondactylus

### Crocodyliformes
| Crocodyliformes du Norien | Crocodyliformes du Norien | Crocodyliformes du Norien | Crocodyliformes du Norien | Crocodyliformes du Norien |
| Taxons                    | Présence                  | Localisation              | Description               | Images                    |
| ------------------------- | ------------------------- | ------------------------- | ------------------------- | ------------------------- |
| - Saltoposuchus           |                           |                           |                           |                           |

### †Ichthyosaurs
| Ichthyosaures du Norien              | Ichthyosaures du Norien | Ichthyosaures du Norien | Ichthyosaures du Norien | Ichthyosaures du Norien |
| Taxons                               | Présence                | Localisation            | Description             | Images                  |
| ------------------------------------ | ----------------------- | ----------------------- | ----------------------- | ----------------------- |
| Shonisaurus 1. Shonisaurus popularis |                         |                         |                         |                         |

### †Dinosauromorphes (non-dinosauriens)
| †Non-dinosauriens dinosauromorphes du Norien | †Non-dinosauriens dinosauromorphes du Norien | †Non-dinosauriens dinosauromorphes du Norien | †Non-dinosauriens dinosauromorphes du Norien | †Non-dinosauriens dinosauromorphes du Norien |
| Taxons                                       | Présence                                     | Localisation                                 | Description                                  | Images                                       |
| -------------------------------------------- | -------------------------------------------- | -------------------------------------------- | -------------------------------------------- | -------------------------------------------- |
| - Dromomeron                                 |                                              |                                              |                                              |                                              |
| - Eucoelophysis                              |                                              | Nouveau-Mexique                              |                                              |                                              |

### †Placodontes
| Placodontes du Norien | Placodontes du Norien | Placodontes du Norien | Placodontes du Norien | Placodontes du Norien |
| Taxons                | Présence              | Localisation          | Description           | Images                |
| --------------------- | --------------------- | --------------------- | --------------------- | --------------------- |
| - Psephoderma         |                       |                       |                       |                       |

### †Crurotarsans (non-crocodylomorphes)
| † Crurotarsans non-crocodylomorphes du Norien | † Crurotarsans non-crocodylomorphes du Norien | † Crurotarsans non-crocodylomorphes du Norien | † Crurotarsans non-crocodylomorphes du Norien | † Crurotarsans non-crocodylomorphes du Norien |
| Taxons                                        | Présence                                      | Localisation                                  | Description                                   | Images                                        |
| --------------------------------------------- | --------------------------------------------- | --------------------------------------------- | --------------------------------------------- | --------------------------------------------- |
| - Basutodon                                   |                                               |                                               |                                               |                                               |
| - Teratosaurus                                |                                               |                                               |                                               |                                               |

### Mammifères
| Mammifères du Norien | Mammifères du Norien | Mammifères du Norien | Mammifères du Norien | Mammifères du Norien |
| Taxons               | Présence             | Localisation         | Description          | Images               |
| -------------------- | -------------------- | -------------------- | -------------------- | -------------------- |
| - Eozostrodon        |                      |                      |                      |                      |
| - Morganucodon       |                      |                      |                      |                      |
| - Sinocodon          |                      |                      |                      |                      |

### †Ammonoïdés
- Acanthinites (ordre des Cératites).

## Sous-étage
L'Alaunien, aussi connu sous le nom de "Norien moyen", est un sous-âge du Trias supérieur.

Il commence avec la première apparition de l'espèce de conodontes Cypridodella multidentata.

L'étage se termine avec la première apparition de Cypridodella bidentata.